# Leland Corporation
Pour la ville du Michigan, voir Leland (Michigan).
Leland Corporation est une entreprise américaine créée en 1987, qui exerce son activité dans le développement et l'édition de jeu vidéo d'arcade, et qui a disparu en 1994. Leland n'est autre que Cinematronics renommé après son rachat par Tradewest.

## Description
Leland Corporation est né en 1987 à la suite du rachat de Cinematronics par Tradewest (à la suite de mauvaises décisions qui mèneront Cinematronics à la banqueroute), qui fut renommé en Leland Corporation. L'entreprise est nommé selon le prénom du fondateur Leland Cook, qui a cofondé Tradewest avec son fils et John Rowe.
Leland a développé plusieurs jeux sur Vectrex et Commodore 64. Un des jeux les plus notables fut Dragon's Lair II: Time Warp, suite de Dragon's Lair dont le développement commença en 1983, ainsi que Super Off Road qui connaîtra des suites (Off Road Challenge et Offroad Thunder) réalisées par Midway Games.
En 1992, l'entreprise prend le nom de Leland Interactive Media. En 1994, Leland Interactive Media est racheté par WMS Industries, qui sera intégré dans Midway Games. À partir de ce moment, le nom Leland Corporation a commencé à disparaître progressivement.